# دوري كرة القدم الألباني الدرجة الأولى 1998–99
دوري كرة القدم الألباني الدرجة الأولى 1998–99 هو موسم من دوري كرة القدم الألباني الدرجة الأولى ‏. فاز فيه KF Luftëtari ‏.